# Etta James Rocks the House
Etta James Rocks the House är ett livealbum med Etta James utgivet 1963 i USA på Argo Records och 1965 i Storbritannien på Chess. Denna inspelning, som gjordes 27-28 september 1963 på New Era Club i Nashville i Tennessee, är det enda livealbumet som producerades med Etta James under hennes Chess-period. När albumet återutgavs på CD 1992 inkluderades 3 bonusspår.

## Låtlista
1. "Something's Gotta Hold on Me" (Etta James, Leroy Kirkland, Pearl Woods) – 5:02
2. "Baby What You Want Me to Do" (Jimmy Reed) – 4:14
3. "What'd I Say" (Ray Charles) – 3:15
4. "Money (That's What I Want)" (Janie Bradford, Berry Gordy, Jr.) – 3:22
5. "Seven Day Fool" (Billy Davis, Berry Gordy, Jr., Sonny Woods) – 4:20
6. "Sweet Little Angel" (Robert McCollum) – 4:14
7. "Ooh Poo Pah Doo" (Jessie Hill) – 4:04
8. "Woke Up This Morning" (B.B. King) – 3:38
9. "Ain't That Loving You Baby" (Jimmy Reed) – 2:51*
10. "All I Could Do Was Cry" (Billy Davis, Gwen Fuqua, Berry Gordy, Jr.) – 3:21*
11. "I Just Want to Make Love to You" (Willie Dixon) – 3:40*

(* Bonuslåtar på CD-utgåvan)

## Medverkande musiker
- Etta James – sång
- David T. Walker – gitarr
- Marion Wright - bas
- Freeman Brown - trummor
- Richard Waters - trummor
- Vonzell Cooper - elpiano
- Gavrell Cooper - saxofon